# Dichromia trigonalis
Dichromia trigonalis är en fjärilsart som beskrevs av Achille Guenée 1854. Dichromia trigonalis ingår i släktet Dichromia och familjen nattflyn. Inga underarter finns listade i Catalogue of Life.